# Notre-Dame (Saint-Paul-Trois-Châteaux)

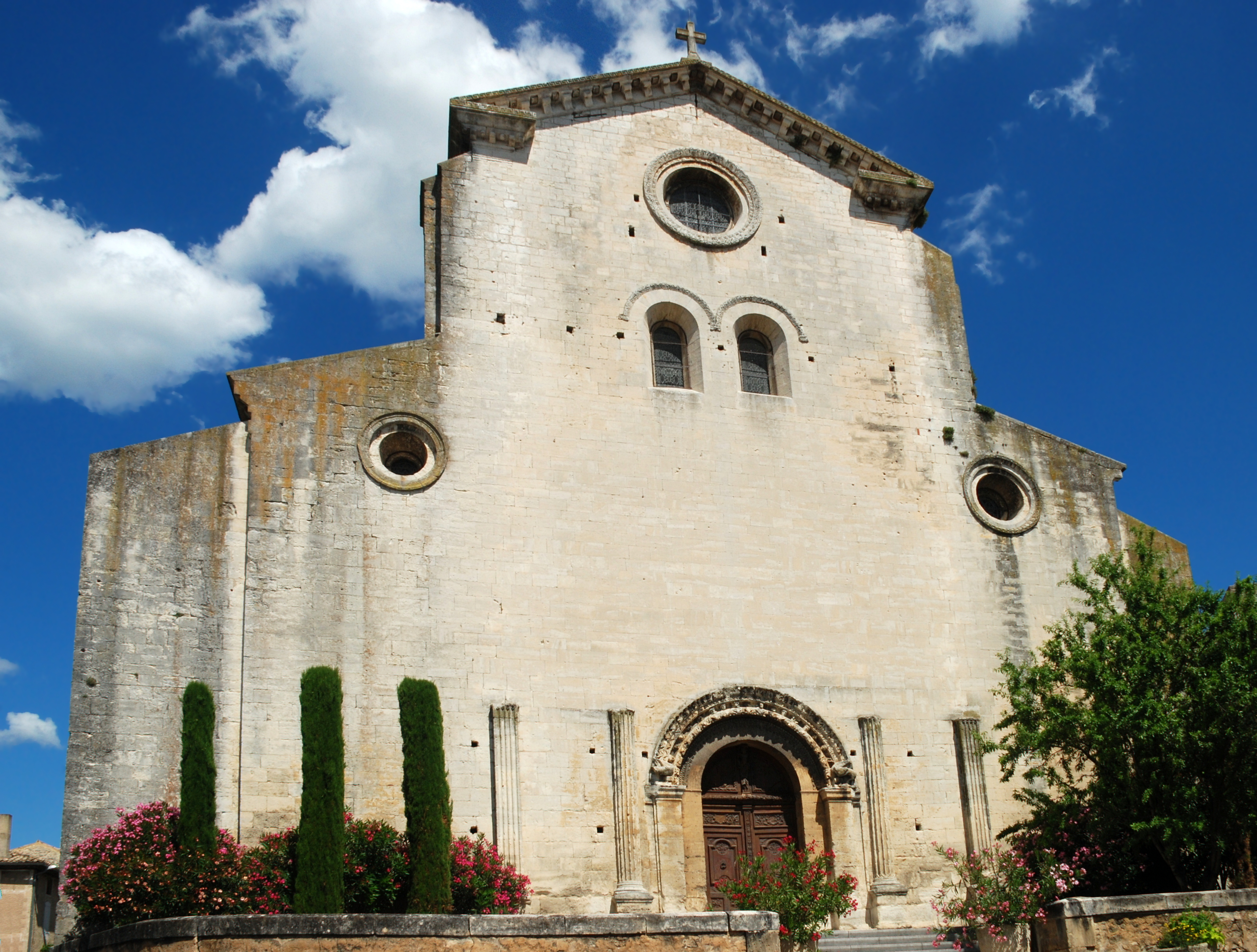
Romanische Kirche Notre-Dame in Saint-Paul-Trois-Châteaux, Westfassade

Die Kathedrale Notre-Dame in Saint-Paul-Trois-Châteaux, einer französischen Gemeinde im Département Drôme in der Region Auvergne-Rhône-Alpes, war der Bischofssitz des ehemaligen Bistums Saint-Paul-Trois-Châteaux. Die Kirche wurde im 12. Jahrhundert errichtet und ist ein Beispiel für die romanische Architektur in der Provence.

## Geschichte
Der Name Saint-Paul erinnert an einen in Reims in der Champagne geborenen Heiligen, der 372 als Nachfolger des hl. Torquatus Bischof des Tricastin wurde und der nach seinem Tod im Jahr 412 in der Kathedrale beigesetzt wurde. Von dieser ersten Kirche ist nichts erhalten. Auch von der 852 erwähnten Kathedrale, die Maria und dem hl. Paul geweiht war, gab es nach den Invasionen der Germanen, der Sarazenen und der Ungarn keine Spuren mehr.
Der Baubeginn der heutigen Kirche wird um 1120 datiert. Zunächst wurde der Chor und das Querhaus errichtet. Bis 1180 waren das Langhaus vollendet sowie ein großer Teil des skulptierten Dekors und die Einwölbung.
Während der Religionskriege wurde die Kirche schwer beschädigt. In der Folge des Konkordats von 1801 wurde das Bistum Saint-Paul-Trois-Châteaux aufgelöst und zwischen dem Erzbistum Avignon und dem Bistum Valence aufgeteilt. 1840 wurde die Kirche als geschütztes Baudenkmal in die Liste der Monuments historiques aufgenommen.

## Architektur

### Außenbau

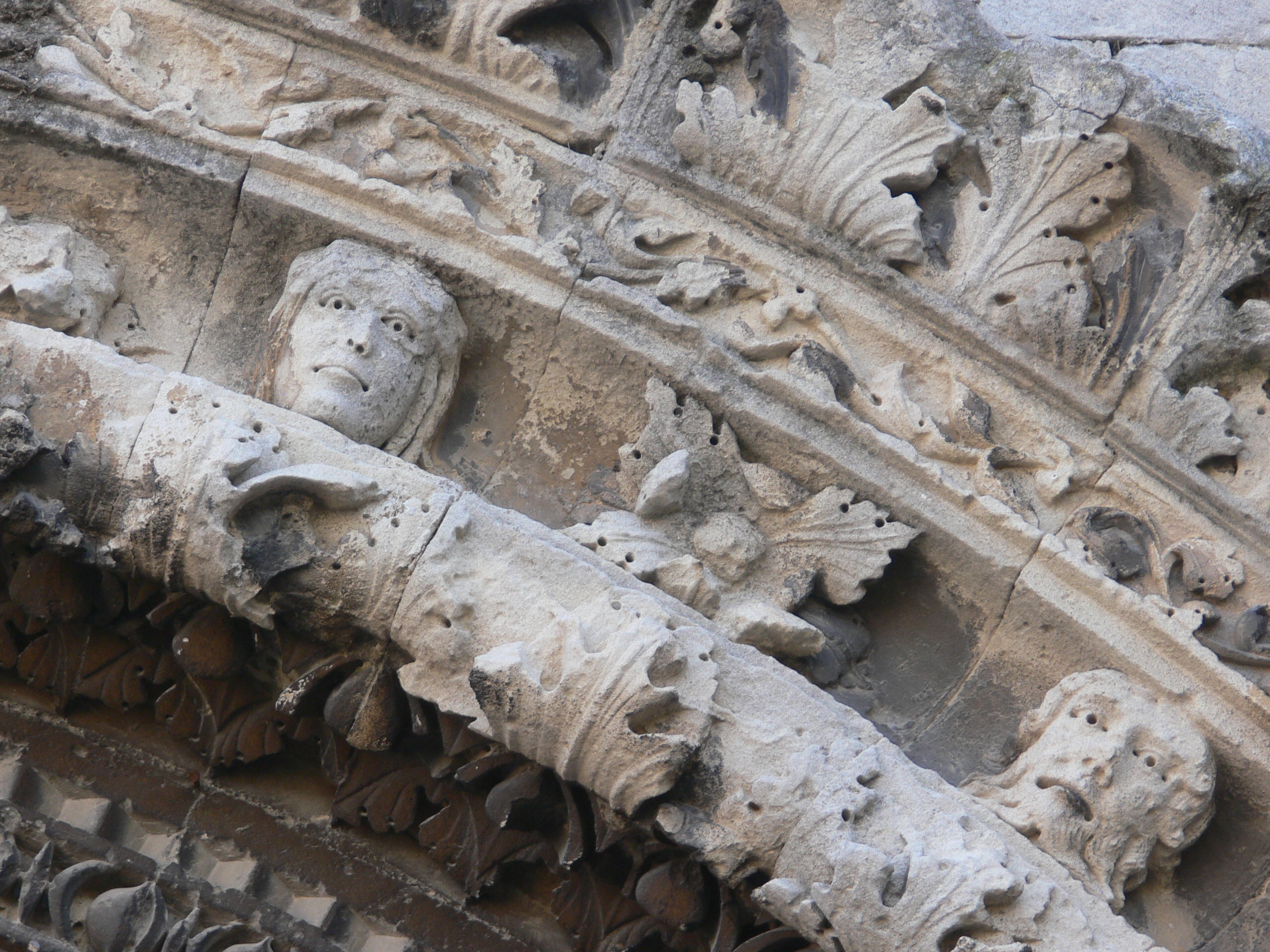
Detail des Westportals

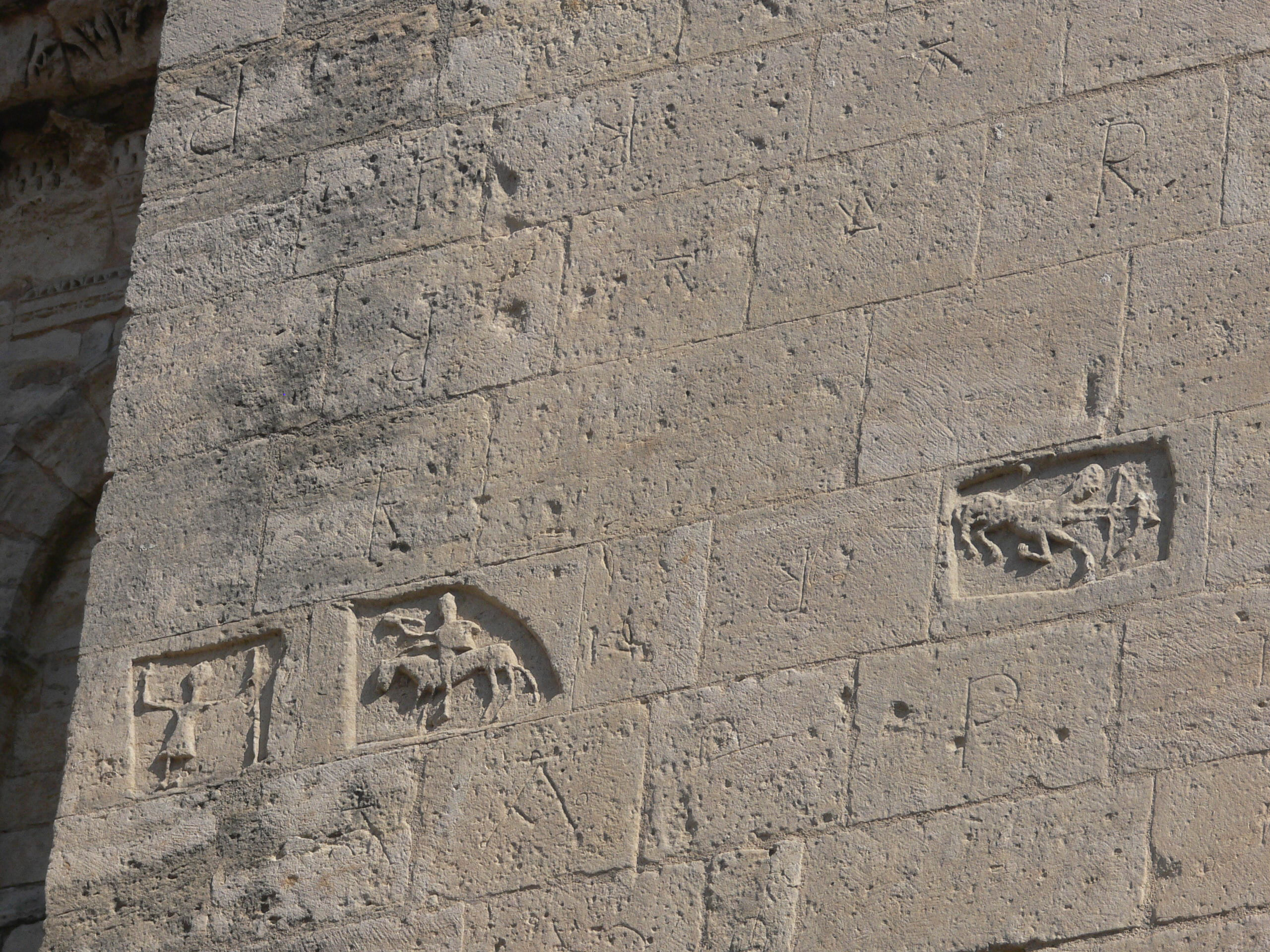
Quadersteine mit Reliefs an der Außenmauer

Die Kirche steht frei inmitten des Ortes. Die Kirche ist aus regelmäßig behauenen und sorgfältig aneinandergefügten Quadern errichtet, die wie auch im Innenraum zahlreiche Steinmetzzeichen aufweisen. Einige Steine sind mit Reliefs versehen, auf denen ineinander verschlungene Kreise, Fabelwesen, Schützen, Reiter mit Jagdhorn oder Personengruppen dargestellt sind.
Die Westfassade wird von drei Okuli und zwei Rundbogenfenstern durchbrochen. Kannelierte Pilaster und Halbsäulen umgeben das Portal, dessen Bogenläufe mit Eierstab, Köpfen und Akanthusblättern verziert sind. Der Vorbau des Südportals mit seinem Kreuzrippengewölbe stammt aus dem 15. Jahrhundert. Das Tympanon mit der Darstellung der Heiligen Drei Könige wurde während der Religionskriege zerstört.
Die Außenmauern des Chors umschreiben ein Fünfeck, dessen Kanten von massiven Pilastern mit Akanthuskapitellen verstärkt sind. Die beiden seitlichen, halbrunden Apsiden sind schmucklos und nur von einem zentralen Rundbogenfenster durchbrochen. Unter dem Dachansatz verläuft ein Gesims aus Steinplatten mit ornamentalen Reliefs, die auf skulptierten Kragsteinen aufliegen.
Über dem südlichen Querhausarm erhebt sich der Glockenturm, der im 17. Jahrhundert errichtet wurde.

### Innenraum

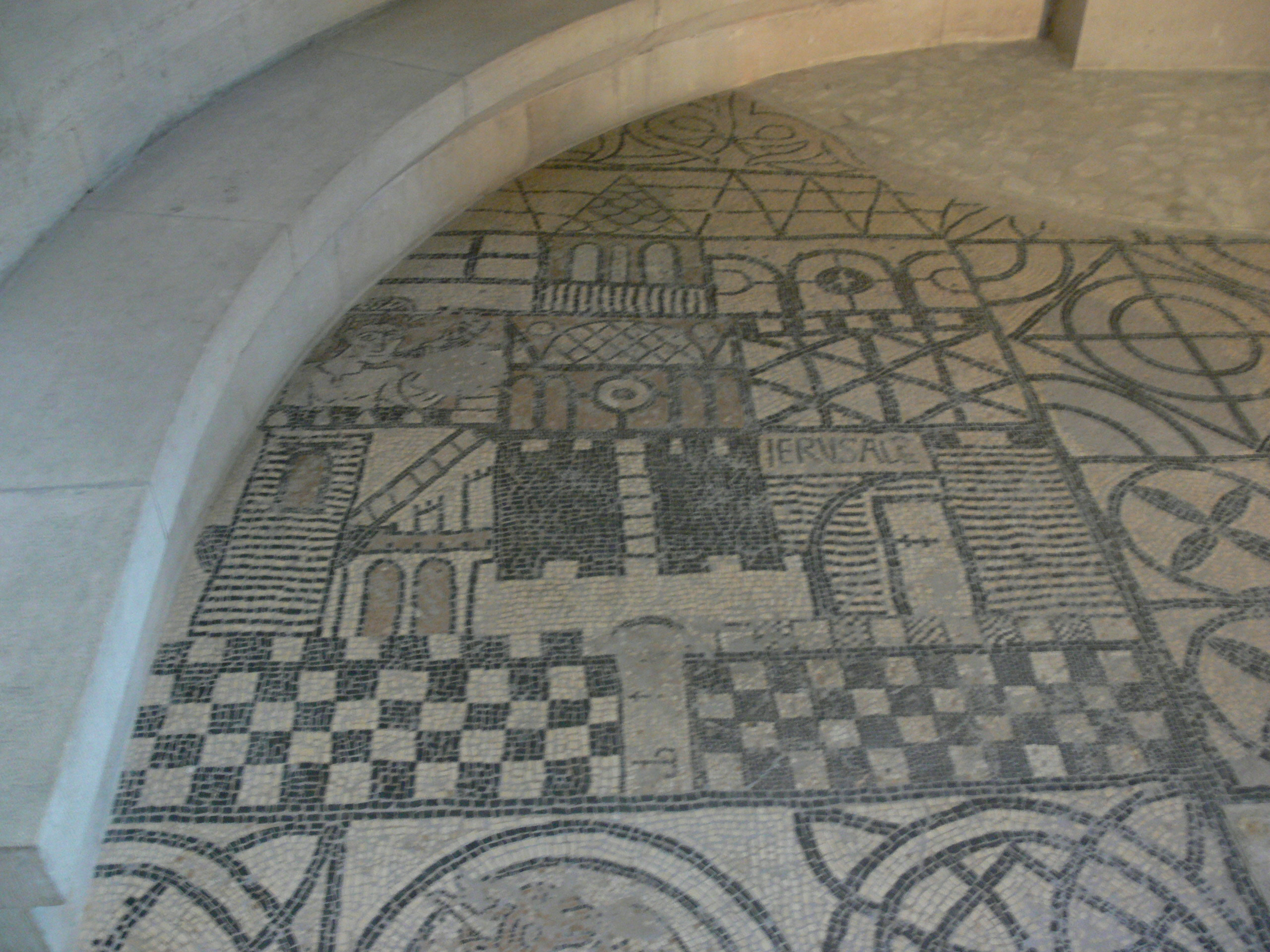
Mosaik im Chor

Der Innenraum ist dreischiffig und in drei Joche unterteilt. Er trägt ein Tonnengewölbe, das von Gurtbögen unterfangen wird. Diese ruhen auf Pilastern und kannelierten Halbsäulen mit Kapitellen, die wiederum von mächtigen Pfeilern mit Pilastervorlagen getragen werden.
Das Querhaus ragt deutlich über die Breite des Langhauses hinaus. Über der Vierung erhebt sich eine oktogonale Kuppel über Trompen. Sie wurde im Zuge der Renovierungsmaßnahmen in der Mitte des 19. Jahrhunderts errichtet. Das letzte Joch des Langhauses ist mit einem Blendtriforium versehen, das sich zu drei Nischen öffnet.
Die Wand der im Innern halbrunden Hauptapsis ist durch Blendarkaden auf schmalen Säulen mit Arkanthuskapitellen gegliedert. Sie dienen als Auflage der flachen Rippen, die die Halbkuppel tragen.
Zwischen der Arkadenzone und dem Obergaden verläuft ein Gesims mit einem Fries aus Akanthusblättern und Eierstab oder schlichtem Tauband. Darunter entfaltet sich, in Stein gemeißelt, ein Vorhang mit kunstvollem Faltenwurf, der von seitlich stehenden Personen an Schnüren aufgezogen wird.

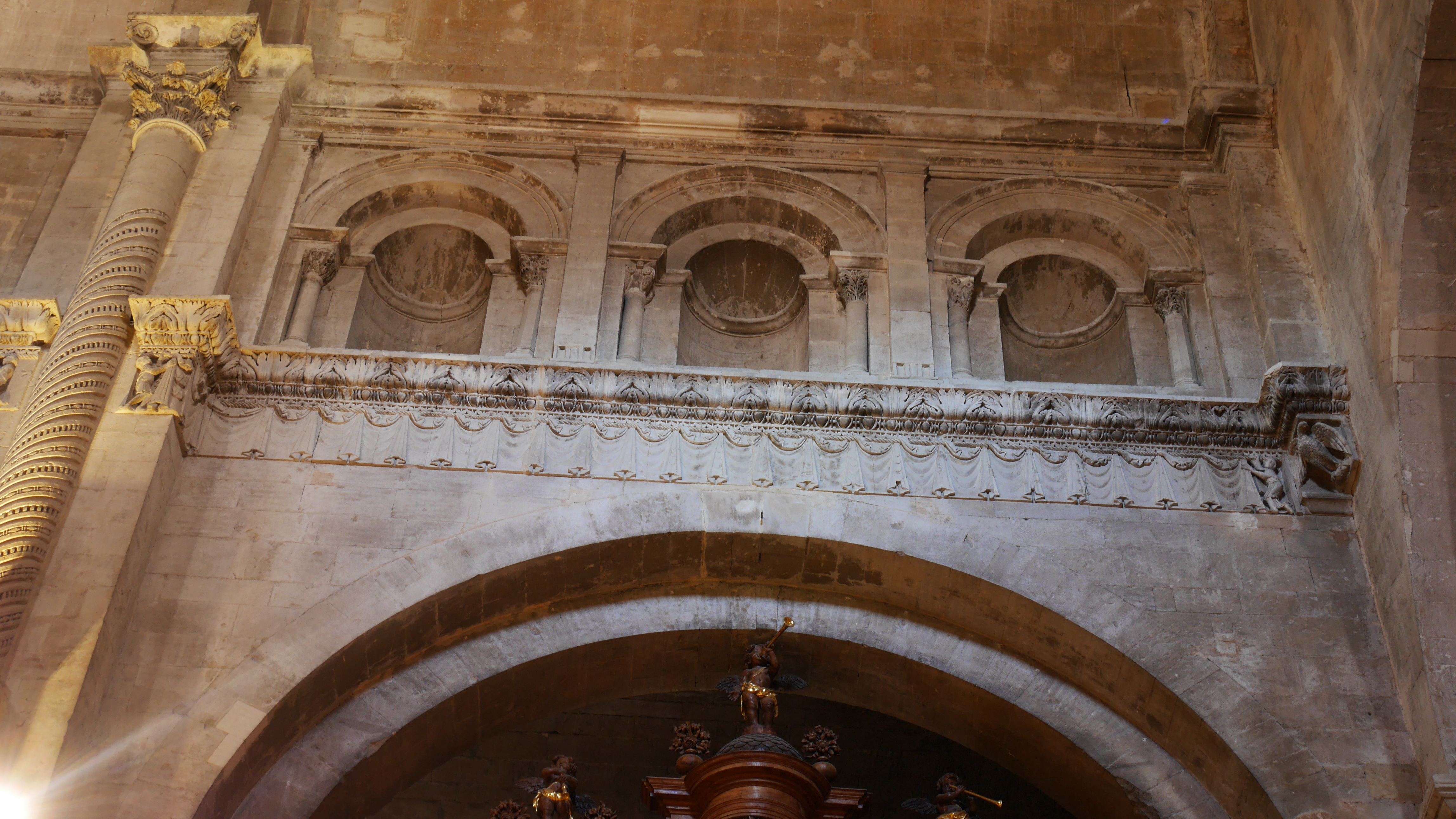
Architrav, dessen Fries aus einer Draperie besteht, die zwei kleine Figuren über eine gedrehte Schnur legen

An einigen Pfeilern wurden Wandmalereien aus gotischer Zeit wieder freigelegt. 1897 entdeckte man im Chor aus dem Pfarrhaus der Vorgängerkirche stammende Fragmente eines Bodenmosaiks mit der Darstellung der Stadt Jerusalem.